# Philadelphiachromosoom
Het Philadelphiachromosoom is een genetisch defect dat gevonden wordt bij patiënten met o.a. Chronische myeloïde leukemie.

Het Philadelphiachromosoom ontstaat doordat een deel van chromosoom 9 van plek wisselt met chromosoom 22. Deze verandering heet reciproque translocatie.
Beide chromosomen breken in het midden. Bij chromosoom 9 is dat het abl-gen en bij chromosoom 22 is dat het bcr-gen. Door deze fusie ontstaat het bcr-abl-gen op  chromosoom 22.
Er ontstaat een eiwit met de naam BCR-ABL eiwit. Dit eiwit werkt als een enzym en is verantwoordelijk voor de sterke groei en abnormale ontwikkeling van de witte bloedcellen bij CML.
Het Philadelphia chromosoom en het bcr-abl gen zijn op verschillende manieren aan te tonen. Voorbeelden hiervan zijn FISH (waarbij de genen worden aangekleurd in de chromosomen), PCR (waarbij specifieke primers worden gebruikt om te zien of er producten ontstaan of niet) of western blot (waarbij naar de receptor zelf wordt gekeken).